# Sarkophag (Åhus)

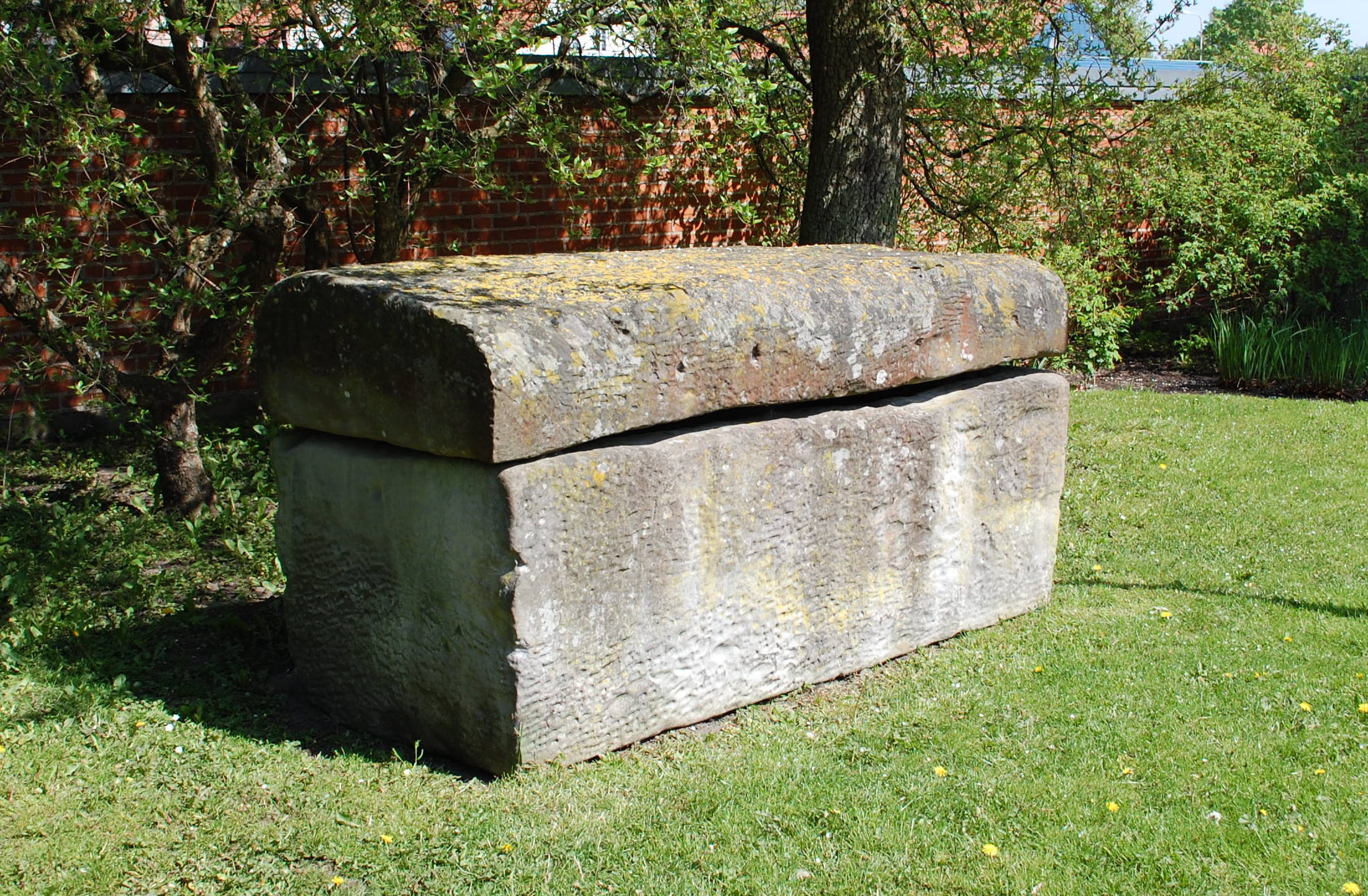
Sarkophag in Åhus

Der Sarkophag ist ein in der Altstadt von Åhus in Schweden aufgestellter steinerner Sarkophag.
Er befindet sich etwas östlich der Ruine der Sankt-Anna-Kapelle.
Der Sarkophag hat ein Gewicht von etwa sieben bis acht Tonnen. Er befand sich an Bord eines im 17. Jahrhundert gesunkenen Schiffs. In der Mitte des 20. Jahrhunderts wurde das Schiffswrack in drei Metern Tiefe in der Ostsee südlich von Revhaken südlich von Åhus gefunden. Es war mit Sarkophagen aus Gotland beladen. Der heute in Åhus befindliche Sarkophag war der schwerste der Ladung und wurde 1958 geborgen. Das Schiffswrack wurde nicht gehoben und tritt bei niedrigen Wasserständen an die Oberfläche hervor.
In der Reinigungsabteilung der Åhuser Brennerei wurde der Sarkophag gereinigt und im Bereich der Sankt-Anna-Kapelle aufgestellt.